# Відносини між династією Мін та Тибетом
Династія Мін вважала Тибет частиною західних регіонів або «іноземними варварами». Про точний характер їхніх стосунків сучасні вчені сперечаються. Аналіз відносин ще більше ускладнюється сучасними політичними конфліктами та застосуванням поняття вестфальського суверенітету до часу, коли цього поняття не існувало. У книзі «Історичний статус китайського Тибету», опублікованій Китайською Народною Республікою, стверджується, що династія Мін мала беззаперечний суверенітет над Тибетом, вказуючи на те, що Мін присвоював титули тибетським лідерам, а тибетці повністю визнавали титули та процес поновлення для наступників цих титулів, який передбачав поїздку до столиці Мін. Вчені в Китаї також стверджують, що Тибет був невід’ємною частиною Китаю з 13-го століття, і тому він був частиною імперії Мін. Однак більшість вчених за межами Китаю, таких як Туррел В. Вайлі, Мелвін С. Голдштейн і Гельмут Гоффман, стверджують, що ці стосунки були сюзеренітетом, титули Мін були лише номінальними, Тибет залишався незалежним регіоном поза контролем Мін, і просто платив данину до імператора Цзяцзін, який припинив відносини з Тибетом.
Деякі вчені відзначають, що тибетські лідери за часів Мін часто брали участь у громадянських війнах і мали власну зовнішню дипломатію з сусідніми державами, такими як Непал. Деякі вчені підкреслюють комерційний аспект відносин Мін і Тибету, відзначаючи брак коней для ведення війни у Мін і, таким чином, важливість торгівлі кіньми з Тибетом. Інші стверджують, що значний релігійний характер стосунків двору Мін із тибетськими ламами недостатньо представлений у сучасній науці.
У надії відродити унікальні стосунки за часів династії Юань та його духовного настоятеля Дрогона Чог’яла Пхагпи зі школи Сак’я тибетського буддизму, імператор Чжу Ді доклав узгоджених зусиль, щоб побудувати світський і релігійний альянс із Дешином Шекпою, Кармапою тибетського буддизму школи Карма Каг'ю. Однак спроби імператора Чжу Ді не увінчалися успіхом.
Мін ініціював спорадичну збройну інтервенцію в Тибет протягом 14 століття, але не ставив там постійні війська. Тибетці також іноді чинили збройний опір нападам Мін. Імператор Ваньлі зробив спроби відновити відносини Мін і Тибету після монголо-тибетського альянсу, ініційованого в 1578 році, який вплинув на зовнішню політику наступної династії Цін щодо підтримки Далай-лам зі школи Гелуг. До кінця 16 століття монголи були успішними озброєними захисниками Далай-лам школи Гелуг після того, як вони збільшили свою присутність у регіоні Амдо. Кульмінацією цього стало завоювання Тибету Гюші-ханом у 1637–1642 роках і встановлення режиму Ганден Пходранга 5-м Далай-ламою за його допомогою.